# Carl Wilhelm Liljecrona
Carl Wilhelm Liljecrona, född den 10 november 1794 i Lyby socken, Malmöhus län, död den 3 oktober 1856 i Oskarshamn, var en svensk tidningsman.
Liljecrona tillhörde den adliga ätten och officerssläkten Lilliecrona, Han fick som ung jurist en gynnare i fältmarskalk Johan Christopher Toll och blev 1815 auditör vid dennes skånska regemente. År 1820 tog han avsked och reste till Amerika men återvände efter några år. År 1832 började Liljecrona i Lund utge Skånska Correspondenten.
Han blev redan samma år Lars Johan Hiertas medarbetare i Aftonbladet, vars redaktion han tillhörde fram till 1847, särskilt verksam på den politiska avdelningen. Under den händelserika riksdagen 1840/41 förde Liljecrona en utförlig dagbok, utgiven 1917 av Gustaf Alfred Aldén under titeln Bakom riksdagens kulisser. Skriften har stort värde som historisk källskrift. Riksdagen 1844/1845 var dock den enda riksdag han själv kvitterade ut pollett för att delta i omröstningarna.
Sedan Liljecrona på grund av en ögonsjukdom måst lämna journalistiken, författade han en initierad, väl dokumenterad biografi över Johan Christopher Toll (2 band, 1849-50) och utgav Elis Schröderheims anteckningar till Gustaf III:s historia (1851). Han planerade även en biografi över sin andre store gynnare och vän, Lars Johan Hierta. 
Känslig och melankolisk av naturen, nedtrycktes han i senare år av svårmod. Sin politiska liberalism förenade Liljecrona med ett religiöst intresse; innan han blev publicist, hade han tidvis undervisat vid herrnhutiska skolor, och stod senare "inre missionens" kretsar nära. Han stod i övrigt i förbindelse med betydande personer av skilda åskådningar och värderades allmänt för sin pålitlighet och stora kunskap.